# Aneplasa
Aneplasa es un género de arañas araneomorfas de la familia Gnaphosidae. Se encuentra en África austral y África oriental. 

## Lista de especies
Según The World Spider Catalog 12.0:
- Aneplasa balnearia Tucker, 1923
- Aneplasa borlei Lessert, 1933
- Aneplasa facies Tucker, 1923
- Aneplasa interrogationis Tucker, 1923
- Aneplasa nigra Tucker, 1923
- Aneplasa primaris Tucker, 1923
- Aneplasa sculpturata Tucker, 1923
- Aneplasa strandi Caporiacco, 1947